# Narcissus calcicola
Narcissus calcicola es una especie de planta bulbosa perteneciente a  la familia de las Amarilidáceas. Es originaria de la península ibérica.

## Descripción
Tiene las hojas como junquillos de color gris-verdosas. Con hasta cinco flores de color amarillo. Se encontró por primera vez en el de Centro de Portugal y en Extremadura  y posteriormente se han encontrado  varias poblaciones en las provincias de  Granada y Almería, esta disyunción, es decir la distancia entre poblaciones ha llevado a estudiar el ADN de estas poblaciones, para determinar si hay diferencias entre la especie, hasta el momento los datos están en estudio. Como su nombre indica, crece en suelos calcáreos, debido a la presencia de la piedra caliza, pero Henning Christiansen ha mostrado las bolsas de suelo en las que crece, se ha encontrado en el pH cercano a 5,9. La planta se cultiva desde la semilla

## Taxonomía
Narcissus calcicola fue descrita por el botánico y explorador portugués, Francisco de Ascensão Mendonça y publicado en Boletim da Sociedade Broteriana 6: 318 1930.
Citología
Número de cromosomas de Narcissus scaberulus subsp. calcicola (Fam. Amaryllidaceae) y táxones infraespecíficos: Narcissus calcicola Mendonza: n=7 2n=14; Narcissus calcicola Mendonza: n=6 2n=12
Etimología
Narcissus nombre genérico que hace referencia  del joven narcisista de la mitología griega Νάρκισσος (Narkissos) hijo del dios río Cephissus y de la ninfa Leiriope; que se distinguía por su belleza. 
El nombre deriva de la palabra griega: ναρκὰο, narkào (= narcótico) y se refiere al olor penetrante y embriagante de las flores de algunas especies (algunos sostienen que la palabra deriva de la palabra persa نرگس y que se pronuncia Nargis, que indica que esta planta es embriagadora). 
calcicola: epíteto latino que significa "que habita en la piedra caliza".
Sinonimia
- Narcissus scaberulus subsp. calcicola.[6][7]